# Опасная земля (фильм)
«Опасная земля» (англ. Dangerous Ground) — американский художественный фильм 1997 года с Ice Cube и Элизабет Хёрли в главной роли. Кассовые сборы в США составили $5 303 931.
Слоган — «What he wants is revenge. What he gets is the fight of his life.».

## Сюжет
Вузи (Ice Cube) является студентом, а также ведёт политическую жизнь активистов в Сан-Франциско, он родился в Южной Африке. Прожив в США более 12 лет, Вузи возвращается в южноафриканскую деревню, которую он покинул ещё будучи ребёнком в страхе за свою жизнь из-за апартеида, чтобы похоронить своего отца, но по приезде ему предстоит узнать очень много нового об этой опасной земле.
После падения апартеида и Нельсона Манделы с приходом к власти Вузи видит, что условия с момента окончания апартеида были изменены не в лучшую сторону для чёрных мужчин, наркотики и насилие всё также процветают в стране и изменения, за которые боролся его брат-активист Стивен против апартеида так и не увенчались успехом.
Он встречается с братом Эрнестом, который рассказывает ему, что другой брат Стивен (Eric Miyeni) уже долгое время не выходит на связь, по причине того, не зная, что делать со своей жизнью сейчас, так как изменения за которые он боролся так и не пришли. Мать Вузи просит, прежде чем он вернётся вновь в Америку, чтобы он нашёл сбежавшего Стивена, потому что очень соскучилась по нему и хочет увидеть его.
Вузи едет в Йоханнесбург, чтобы найти его, но на первых порах находит только подругу своего брата Карен (Элизабет Хёрли), которая работает танцовщицей в баре.
Его младший брат Стивен, был должен крупную сумму денег в $ 15.000 местному наркодилеру, вскоре после этого он был убит в Йоханнесбурге. Вузи начинает его поиски, а вместе с ними приходят и последующие разборки с мафией. Главный герой понимает, что рассчитывать на поддержку властей ему не придётся, так как прошло то время, когда все были сплочёнными и помогали друг другу как братья. Вузи осознаёт, что тут существуют свои неписаные порядки, официальные или негласные, но для всех жителей этой страны они являются непререкаемым законом, поэтому теперь, чтобы добиться хоть малейшей справедливости, остаётся воспользоваться лишь старым, но проверенным методом своего покойного отца.